# Angelo Maria Dolci
Angelo Maria Dolci (Civitella d'Agliano, 12 luglio 1867 – Civitella d'Agliano, 13 settembre 1939) è stato un cardinale e arcivescovo cattolico italiano.

## Biografia
Nato a Civitella d'Agliano da una famiglia di origini orvietane, fu ammesso al seminario di Bagnoregio nel 1879 all'età di 12 anni. In seguito entrò a far parte dell'Accademia dei Nobili Ecclesiastici.
Ordinato sacerdote a 22 anni il 5 giugno 1890, si fece apprezzare dai superiori per la sua spiccata intelligenza e le sue qualità umane, al punto che a soli 32 anni (il 19 aprile 1900) fu nominato vescovo di Gubbio da papa Leone XIII.

### La carriera ecclesiastica e diplomatica
Il 7 dicembre 1906 papa Pio X lo nominò delegato apostolico per l'America Latina, il cui ambito comprendeva il Perù, l'Ecuador e la Bolivia. Fu promosso arcivescovo titolare di Nazianzo.
Nel 1911 tornò in Italia per assumere il titolo di arcivescovo di Amalfi, dove rimase fino al giugno del 1914 quando fu nuovamente inviato come delegato apostolico a Costantinopoli. Il 13 novembre dello stesso anno fu nominato arcivescovo titolare di Gerapoli. Durante la sua permanenza in Turchia nei tumultuosi mesi della prima guerra mondiale si adoperò per assicurare rifugio e asilo ai membri delle comunità cristiane dei greci e degli armeni perseguitate dal governo ottomano ed accusate di connivenza rispettivamente con la Grecia e la Russia. Grazie alla sua mediazione tra il governo francese e quello ottomano fu evitata la distruzione di scuole, conventi, chiese ed altri luoghi di culto cristiani in Turchia.
Il 14 dicembre 1922 fu nominato nunzio apostolico in Belgio, ma in seguito a sopraggiunte difficoltà non gli fu possibile raggiungere la nuova sede. Il 30 maggio 1923 fu pertanto nominato nunzio apostolico in Romania.

### La nomina cardinalizia
Il 13 marzo del 1933 papa Pio XI lo elevò al rango di cardinale, nominandolo arciprete della basilica di Santa Maria Maggiore. Partecipò al conclave del 1939 che elesse papa Eugenio Pacelli.
Morì il 13 settembre 1939 all'età di 72 anni.

## Genealogia episcopale e successione apostolica
La genealogia episcopale è:
- Cardinale Scipione Rebiba
- Cardinale Giulio Antonio Santori
- Cardinale Girolamo Bernerio, O.P.
- Arcivescovo Galeazzo Sanvitale
- Cardinale Ludovico Ludovisi
- Cardinale Luigi Caetani
- Cardinale Ulderico Carpegna
- Cardinale Paluzzo Paluzzi Altieri degli Albertoni
- Papa Benedetto XIII
- Papa Benedetto XIV
- Cardinale Enrico Enriquez
- Arcivescovo Manuel Quintano Bonifaz
- Cardinale Buenaventura Córdoba Espinosa de la Cerda
- Cardinale Giuseppe Maria Doria Pamphilj
- Papa Pio VIII
- Papa Pio IX
- Cardinale Raffaele Monaco La Valletta
- Cardinale Francesco Satolli
- Cardinale Angelo Maria Dolci

La successione apostolica è:
- Arcivescovo Pedro Pascuál Francesco Farfán de los Godos (1907)
- Arcivescovo Pedro Manuel García Naranjó (1908)
- Vescovo Nikolaos Charichiopoulos (1917)
- Vescovo Giacinto Tonizza, O.F.M. (1919)
- Arcivescovo Pio Leonardo Navarra, O.F.M.Conv. (1921)
- Vescovo Augustin Pacha (1927)
- Vescovo István Fiedler (1930)
- Vescovo Cristoforo Arduino Terzi, O.F.M. (1934)
- Vescovo Camillo Vittorino Facchinetti, O.F.M. (1936)
- Arcivescovo Benigno Luciano Migliorini, O.F.M. (1937)
- Arcivescovo Florido Ambrogio Acciari, O.F.M. (1938)